# オリャンタイタンボ

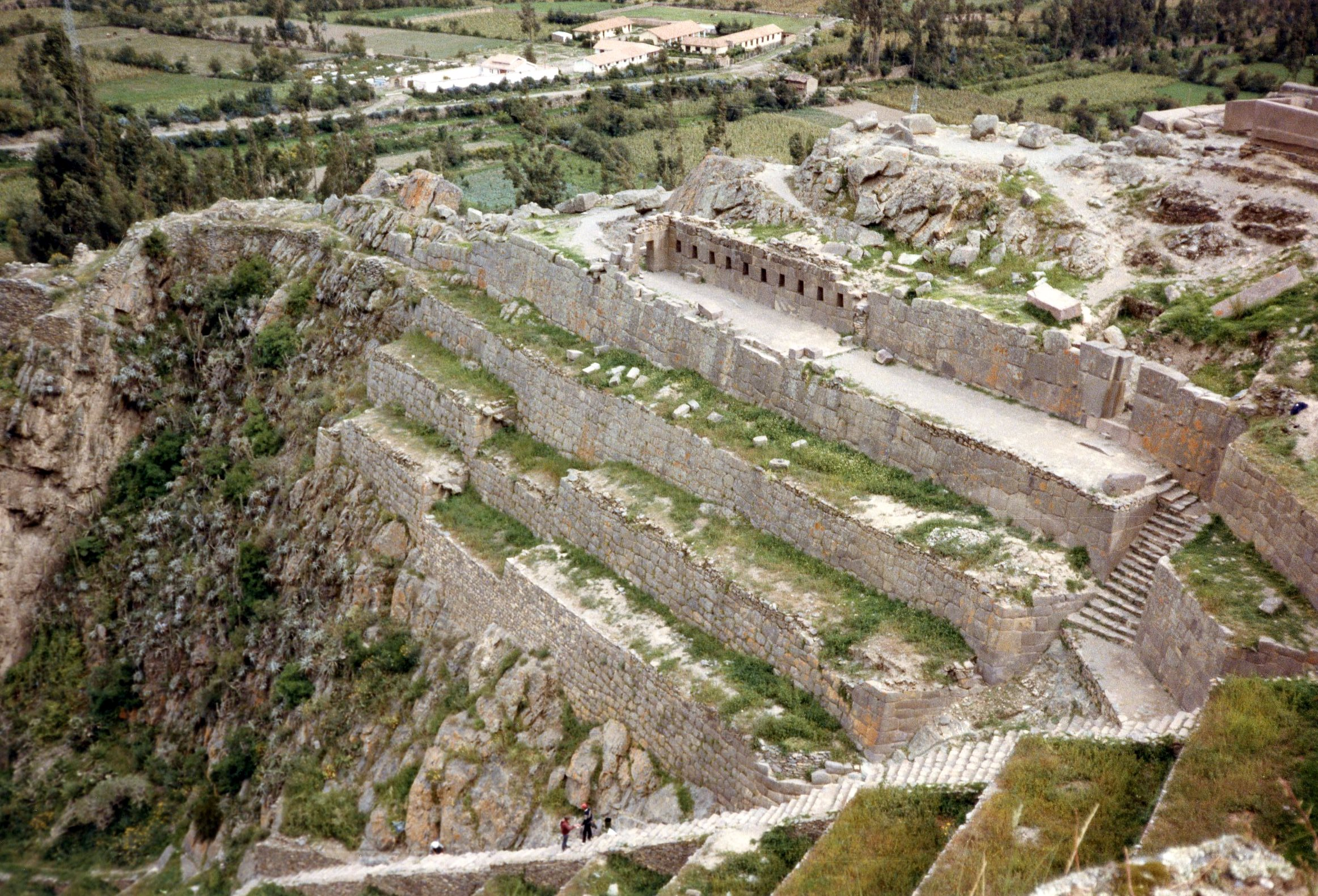
オリャンタイタンボの遺跡

オリャンタイタンボ（西:Ollantaytambo）とは、現在のペルー南部にあるインカ帝国の砦の遺跡である。1536年、マンコ・インカ・ユパンキがスペインに対し反乱を起こした際、立てこもったが、スペイン軍の攻撃の前にオリャンタイタンボは放棄された。

## 概要
オリャンタイタンボ遺跡はピルカノータ・ウルバンバ川沿いの町ビサクの北方50kmのウルバンバ川支流パタカンチャ川が流れ込む谷間のオリャンタイタンボの町に存在する。川岸の平地と急な斜面に築かれた建築物はインカの都市建設の主な特徴を備えており、標高2846mにあるこの砦は正面に6枚岩の壁を備え、その威容を誇っている。
この6枚岩は遺跡の頂上にあった太陽神殿の一部を構成していると考えられ、材料は数キロメートル下流より切り出された。さらにこの6枚岩の背後には太陽神殿を構成していたと考えられる主要建築物が山上まで続いている。この山上までは防壁も続いており、これには壁がんなどが作られているが、インカ建築物によく見られる自然石を掘ったものである。
砦南西部には住居跡が存在し、ウルバンバ川沿いのマニャイ・ラカイ広場を見下ろす斜面には石を積んで形成された17層のテラスも存在している。さらにはウルバンバ川を挟んだ向かい側にはアンデネス（階段畑）が存在し、パタカンチャ川向かい側の急斜面には用途不明ながら3層の建築物が存在しており、兵舎、もしくは牢獄などとする説が存在する。砦内には水路が岩に彫りこまれており、マンコ・インカ・ユパンキが篭城した際にも水に困ることは無かった。さらに皇女の浴場と呼ばれる箇所も存在する。

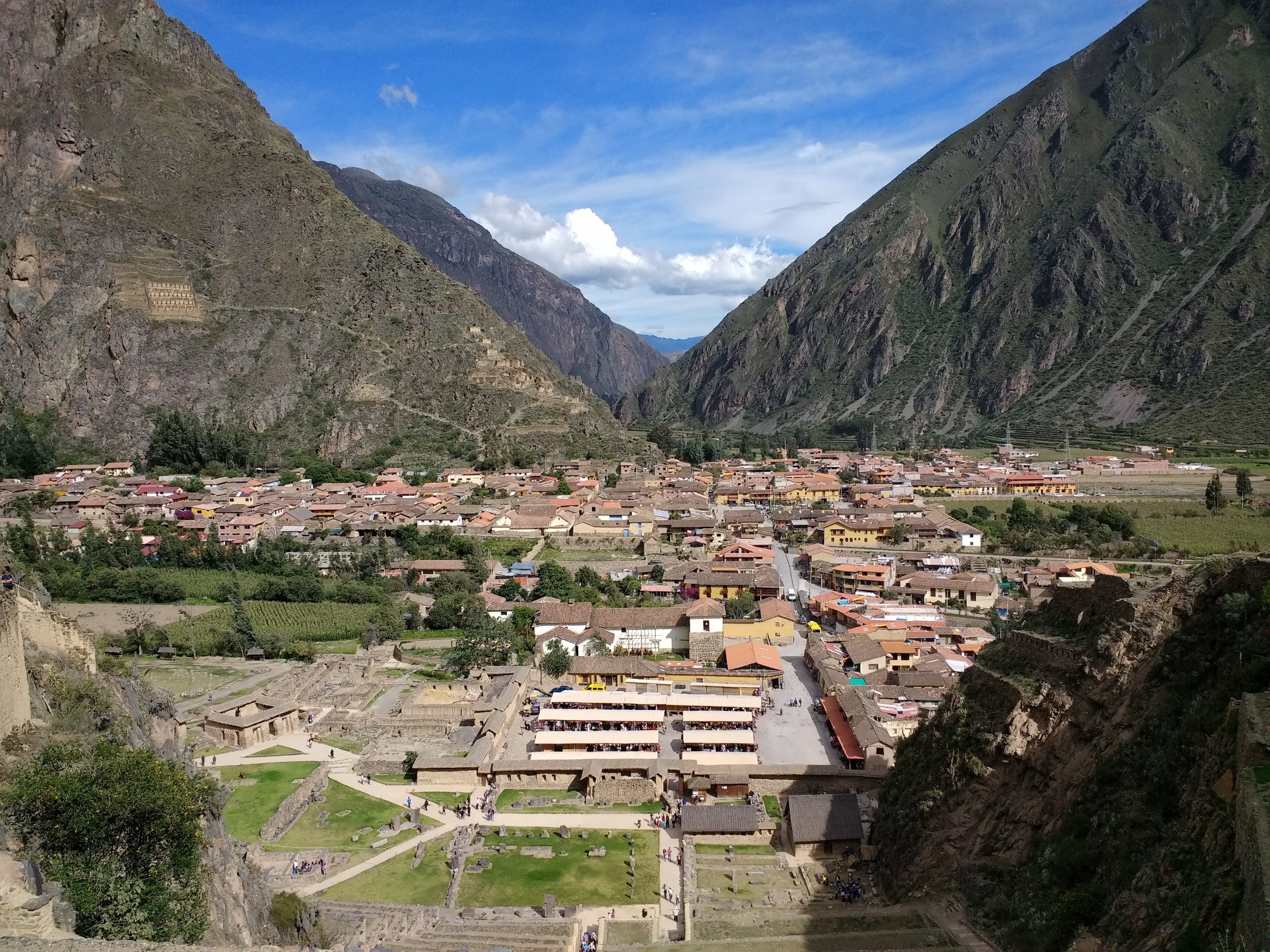
全景

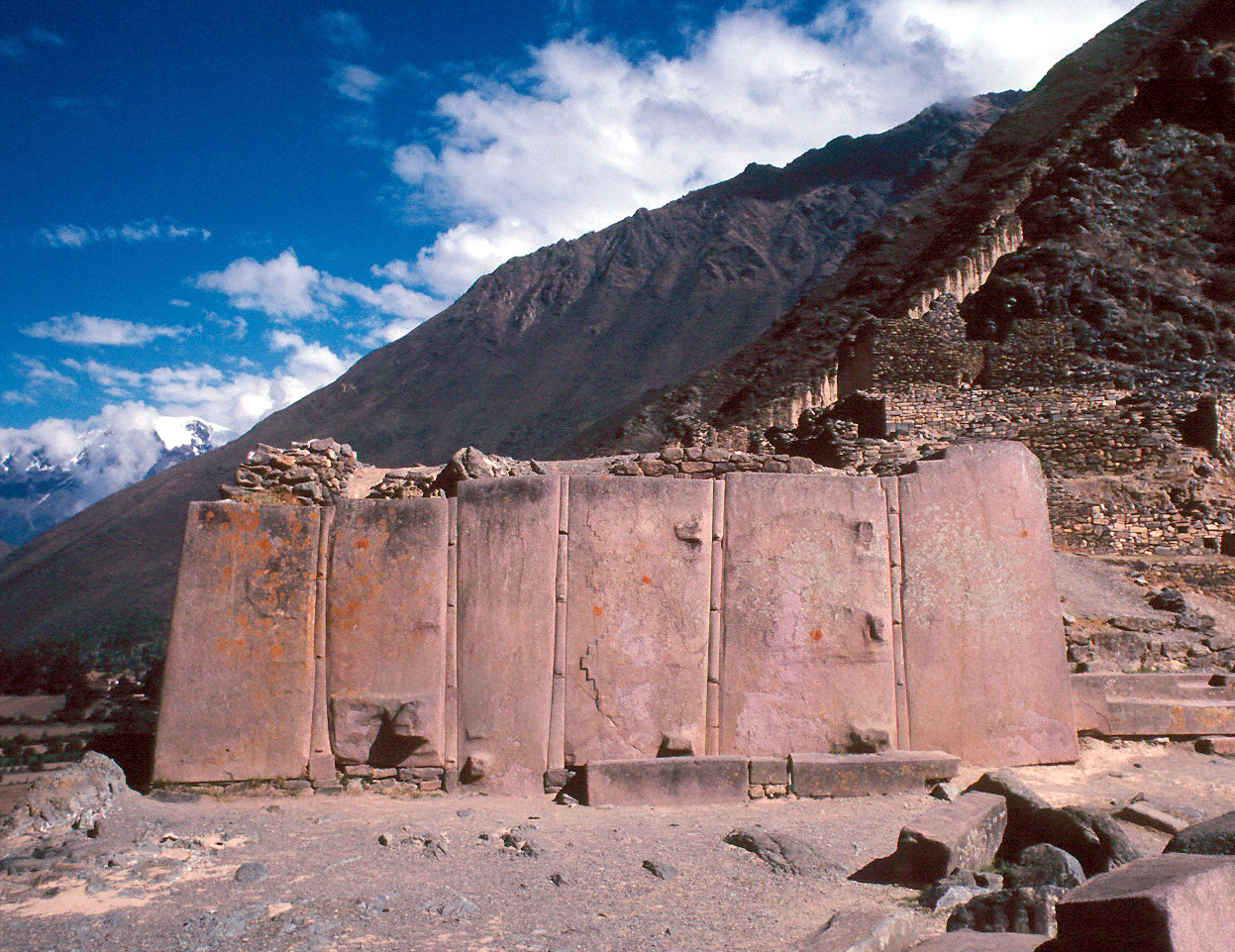
6枚岩

## 歴史
1536年5月、マンコ・インカ・ユパンキが決起、クスコ、リマなどは圧倒的多数のインカ軍に包囲されていた。しかし、8月、インカ軍は食料が不足しており、さらに作物の種まきをする必要があったため、クスコの包囲を解き、クスコ北方を流れるウルバンバ川近辺のオリャンタイタンボ砦に退却した。そのため、フランシスコ・ピサロの異母弟エルナンド・ピサロは砦を攻撃したが、守りが堅いため、失敗に終わりクスコへ退却したが、エルナンド・ピサロはチリより帰還したディエゴ・デ・アルマグロに捕らえられることとなった。これはピサロ派とアルマグロ派の諍いが発生していたためであるが、アルマグロはこの勢いでオリャンタイタンボ砦を攻撃した。マンコ・インカ・ユパンキは結局、スペイン軍の500名の大軍の前に戦わずして、ウルバンバ川下流のビルカバンバへ撤退した。
スペイン支配下となったオリャンタイタンボは太陽神殿などの全てがスペイン人によって略奪され、現在は当時の姿をとどめていない。

## 交通
オリャンタイタンボ駅 - 街の中心地から800m程南西に位置し、駅の直ぐ南側にウルバンバ川が流れている。サン・ペドロ駅とマチュピチュの中間地点にあり、クスコから当地までバスで来てここで列車に乗り換える旅行者も多い。